# TMA Cargo

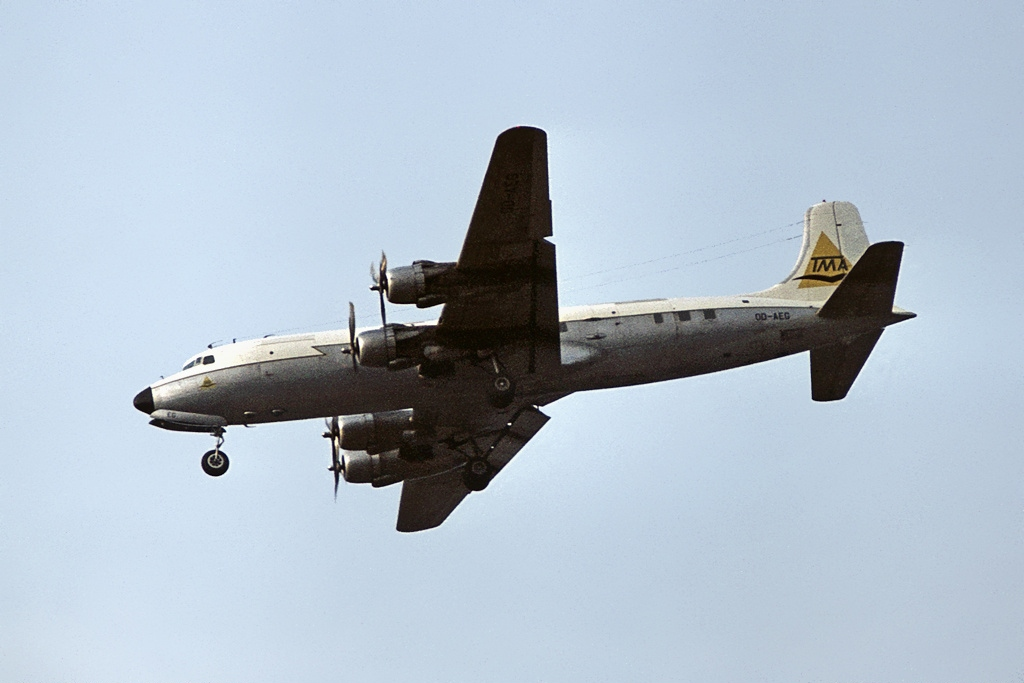
Eine Douglas DC-6 der TMA im Jahr 1972

TMA Cargo, früher Trans Mediterranean Airways, war eine libanesische Fracht- und Passagierfluggesellschaft mit Sitz in Beirut sowie Mitglied der Arab Air Carriers Organization.

## Geschichte
Die Fluggesellschaft wurde 1953 gegründet mit einem Fracht- und Passagierflugdienst, allerdings ohne festen Flugplan. Im Jahr 1966 wurde erstmals ein Büro in Nordamerika eröffnet. Als erstes Strahlflugzeug wurde eine Boeing-707-320C-Frachtmaschine geleast. Ab 1967 flog man nach Fernost. Die Flotte bestand mittlerweile aus zwei Douglas DC-4, sechs Douglas DC-6, zwei Canadair CL-44 und einer Boeing 707-320C. 
In den 1970er Jahren hatte die Gesellschaft nach eigenen Angaben zeitweise das größte Frachtflugnetz der Welt. Sie erwarb im Jahr 1971 drei Boeing 707-320 sowie im Jahr 1975 die erste Boeing 747. TMA wurde zur ersten Frachtfluggesellschaft, die in beiden Richtungen rund um die Welt flog.
Zwischen 1985 und 1986 musste der Flugverkehr wegen des Libanesischen Bürgerkriegs unterbrochen werden.
Durch neues Kapital versuchte TMA, wieder zu alter Größe zurückkehren. Im Jahr 1999 rangierte sie gem. IATA-Liste wieder unter den besten fünf Frachtflugzeug-Unternehmen, was die Auslastung anging. 
TMA stellte im Februar 2004 ihren Flugbetrieb ein, nachdem die libanesische Zivilluftfahrtbehörde ihr wegen Sicherheitsproblemen bei der in die Jahre gekommenen Boeing-707-Flotte die Lizenz entzog. TMA war zu diesem Zeitpunkt im Besitz der Lebanese Air Investment Holding (99,9 %) und privaten Investoren.
Es existierten Berichte vom September 2005, wonach TMA Pläne hatte, ihre Flotte durch Beschaffung von neuen Flugzeugen zu erneuern. Für die Langstreckenflüge sollten Boeing 747-200F besorgt werden, daneben aber auch Mittelstrecken- und als Zubringer auch Kurzstrecken-Frachtmaschinen. Im Weiteren plante TMA auch den Einstieg ins Passagier-Chartergeschäft mit 150-Sitzern unter dem Namen TMA Leisure.
Im Jahr 2010 wurde der Betrieb schließlich als reine Frachtfluggesellschaft mit zunächst einem Flugzeug wieder aufgenommen.
Im November 2014 wurde bekannt gegeben, dass der Flugverkehr eingestellt wurde und das letzte verbleibende Flugzeug an EAT Leipzig verkauft wurde.

## Ziele
TMA Cargo bediente wichtige Drehkreuze im Frachtverkehr in Europa und dem Nahen Osten, darunter Amsterdam und Riad.

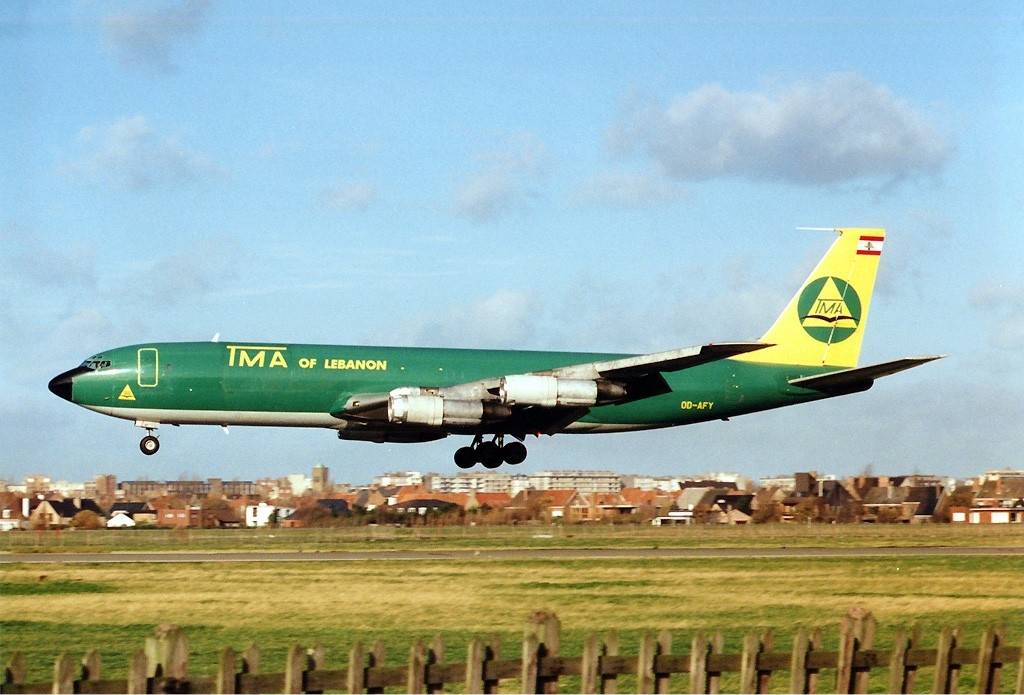
Eine Boeing 707 der TMA im Jahr 1990

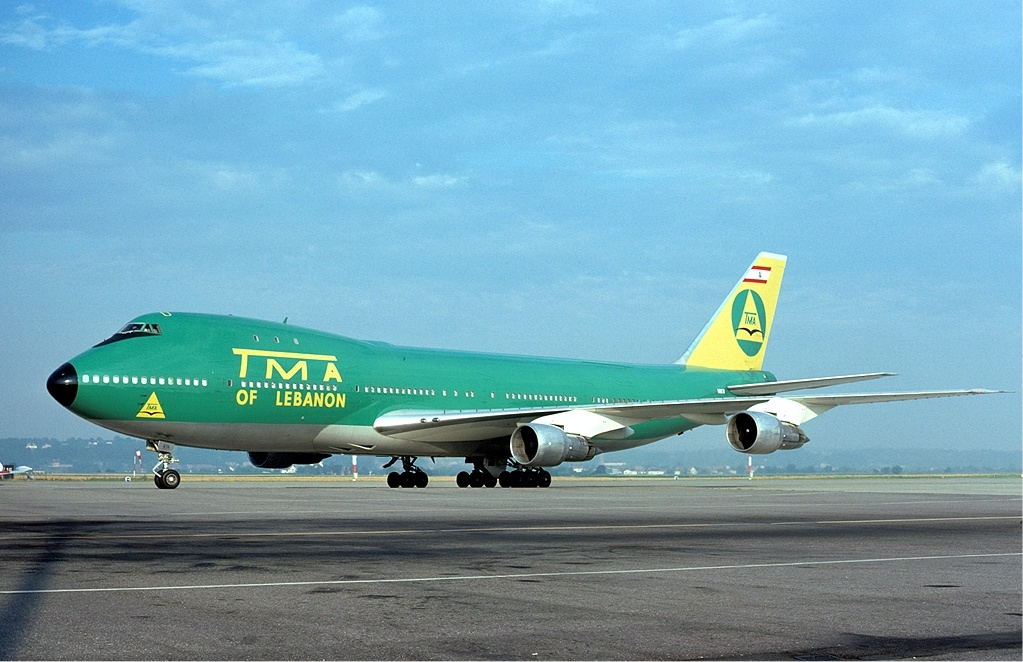
Eine Boeing 747 der TMA im Jahr 1975

## Flotte

### Flotte bei Betriebseinstellung
Zuletzt bestand die Flotte der TMA Cargo aus einem Frachtflugzeug:
- 1 Airbus A300-600RF

### Zuvor eingesetzte Flugzeuge
Zuvor wurden auch folgende Flugzeugtypen eingesetzt:
- Airbus A310 (gemietet)
- Avro York
- Boeing 707
- Boeing 747-100
- Douglas DC-4
- Douglas DC-6
- Douglas DC-8 (gemietet)
- Lockheed Starliner (gemietet)
- Lockheed L-100 Hercules (gemietet)
- Lockheed L-1011 TriStar (gemietet)

## Zwischenfälle

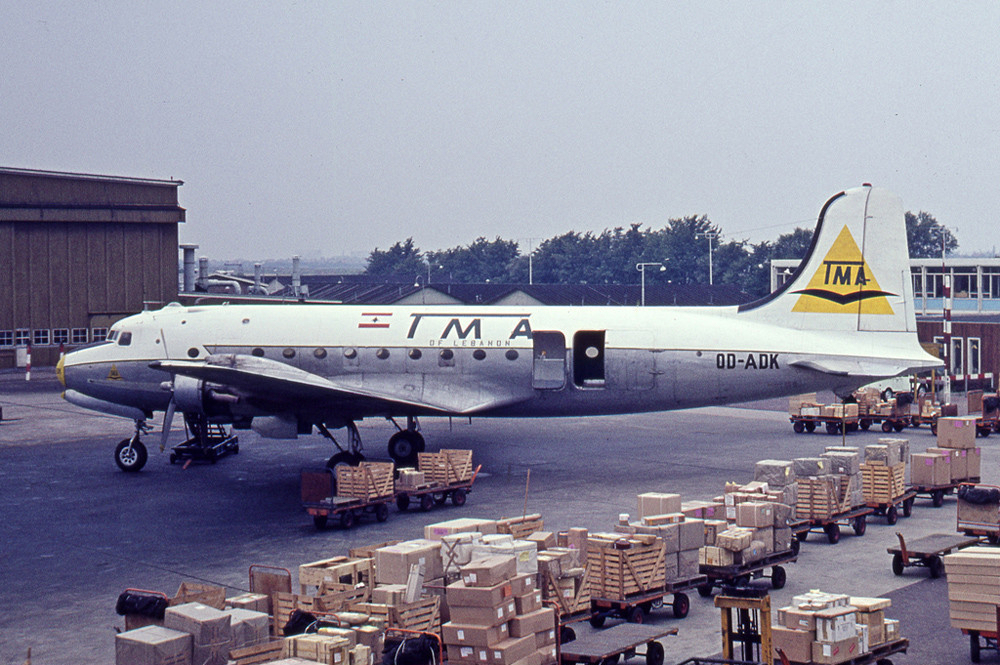
Eine Douglas DC-4 der TMA, baugleich mit den 1962 und 1968 zerstörten

Von 1961 bis zur Betriebseinstellung 2014 kam es bei Trans Mediterranean Airways - TMA Cargo zu 14 Totalschäden von Flugzeugen. Bei 5 davon kamen 24 Menschen ums Leben. Von den Totalverlusten waren allerdings 4 auf kriegerische Handlungen oder Terroranschläge zurückzuführen. Beispiele:
- Am 24. Mai 1961 platzte an einer Avro York C.I der Trans Mediterranean Airways (TMA) (Luftfahrzeugkennzeichen OD-ACO) beim Start vom Flugplatz Azaiba (Oman) der linke Reifen. Die Piloten kehrten für eine Notlandung zurück. Dabei geriet das Flugzeug von der Landebahn ab, wobei das Fahrwerk zusammenbrach und die Maschine irreparabel beschädigt wurde. Alle Insassen überlebten den Unfall. Der Flugplatz Azaiba lag etwa 2 km östlich der heutigen Landebahnschwelle 26 des Flughafens von Muscat.[9]

- Am 21. Januar 1962 setzte eine Douglas DC-4-1009 der Trans Mediterranean Airways (TMA) (OD-ADO) bei der Landung auf dem Flugplatz Azaiba (Oman) vor der Landebahn auf und fing Feuer. Alle Insassen überlebten den Unfall.[10]

- Am 6. April 1962 kam es auf einem Frachtflug der Kuwait Airways bei einer Avro York C.1 aufgrund einer Fehlfunktion des Fahrwerks zu einer Bruchlandung auf dem Flughafen Lahore. Die Maschine (OD-ACN) war von TMA gemietet. Alle drei Besatzungsmitglieder überlebten; das Flugzeug war schrottreif.[11]

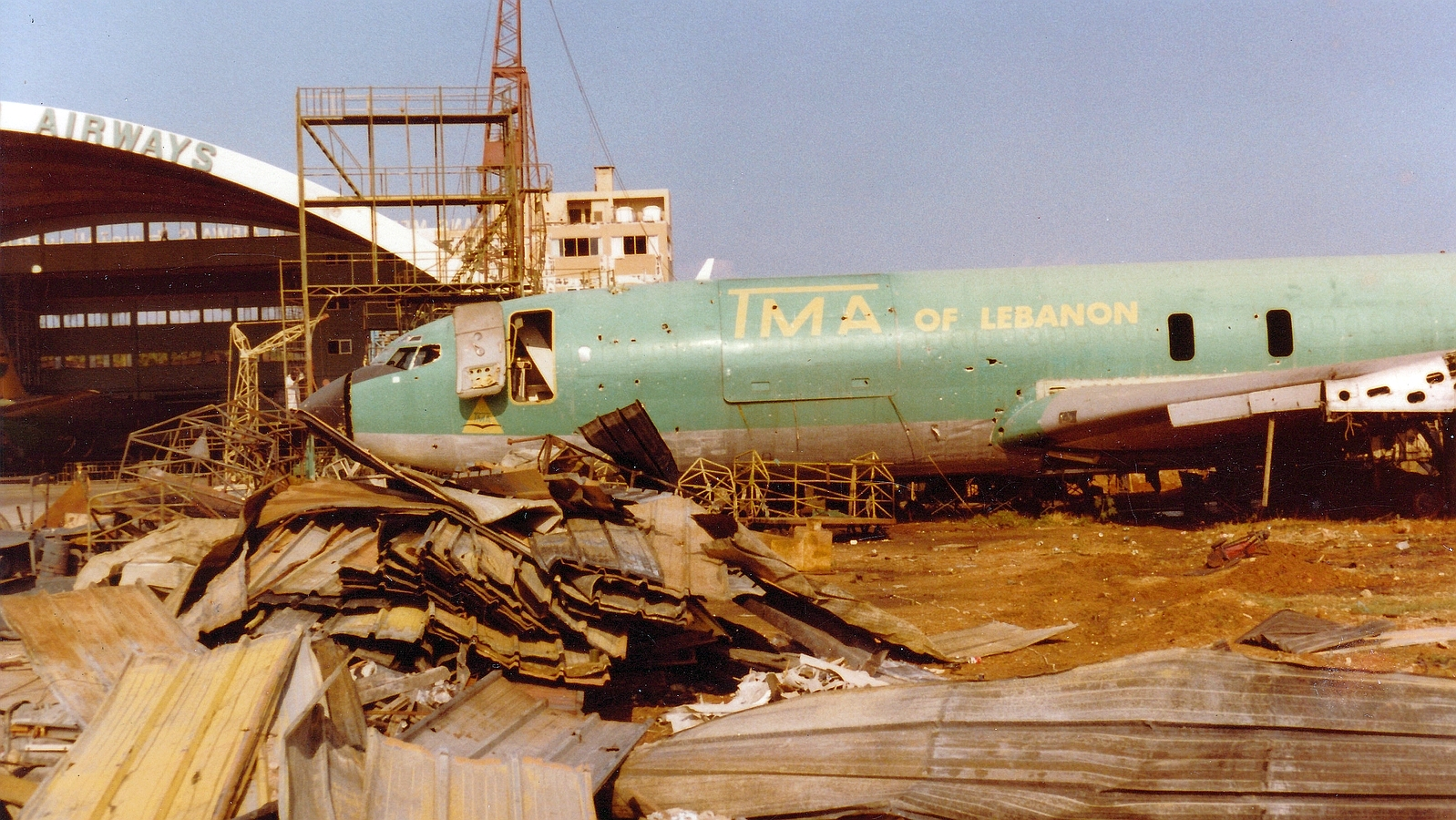
Eine Boeing 707 der TMA, in Beirut zerstört während der kriegerischen Auseinandersetzungen 1982

- Am 9. Juli 1962 schlug eine Douglas DC-4-1009 (OD-AEC) nach dem Abheben 2200 m hinter dem Startbahnende des Flughafens Brindisi-Casale im Meer auf. Mit der auf dem Weg zum Flughafen Beirut befindlichen Frachtmaschine konnte nach dem Ausfall zweier Triebwerke die Höhe nicht mehr gehalten werden. Hinzu kam Übermüdung der sechsköpfigen Besatzung, die bei dem Unfall getötet wurde.[12]

- Am 11. September 1962 wurde eine Avro York der Trans Mediterranean Airways (OD-ADA) bei einem Landeunfall auf dem Flugplatz Azaiba (Oman) irreparabel beschädigt. Alle drei Besatzungsmitglieder überlebten den Unfall.[13]

- Am 15. März 1963 flog die Avro York OD-ACZ zehn Minuten nach dem Start 26 km westlich des Flughafens Teheran-Mehrabad bei gutem Wetter ins Gebirge. Wahrscheinlich wurde durch den als dritter Pilot anwesenden Prüfkapitän ein Triebwerksausfall von Motor Nr. 4 simuliert, gefolgt vom tatsächlichen Ausfall des Triebwerks Nr. 3. Ein rechtzeitiger Wiederstart des intakten Triebwerks Nr. 4 fand offenbar nicht statt. Alle vier Besatzungsmitglieder der Frachtmaschine kamen ums Leben. Dies war der weltweit letzte Unfall einer Avro York vor dem Betriebsende im Jahr 1964.[14][15]

- Am 12. Dezember 1963 wurde eine Douglas DC-4/C-54A-15-DC der Trans Mediterranean Airways (OD-AEB) gegen ein Bergmassiv 93 Kilometer westlich von Ghazni (Afghanistan) geflogen. Die Maschine war ursprünglich auf dem Weg von Beirut über Kuwait nach Kabul, musste aber wegen schlechten Wetters am Zielort nach Lahore (Pakistan) ausweichen. Sie kollidierte in einer Höhe von 13.940 Fuß (4.250 Meter) mit einem Berg, 42 nautische Meilen (78 Kilometer) abseits der geplanten Strecke. Das Wrack wurde erst am 16. August 1964 gefunden, ein Dreivierteljahr nach dem Unfall. Als beitragende Faktoren wurden Sauerstoffmangel, fehlende Wettervorhersagen, mangelhaftes Kartenmaterial und Übermüdung ermittelt. Bei diesem CFIT (Controlled flight into terrain) wurden alle 3 Besatzungsmitglieder getötet, die einzigen Insassen auf dem Frachtflug.[16]

- Am 10. März 1966 stürzte eine Douglas DC-6A der Trans Mediterranean Airways (OD-AEL) auf einem Frachtflug von Beirut nach Frankfurt im Parnon-Gebirge (Griechenland) ab. Alle 5 Besatzungsmitglieder, die einzigen Insassen, wurden getötet.[17]

- Am 28./29. Dezember 1968 landeten israelische Kommandos bei der Operation Gift auf dem Beiruter Flughafen und sprengten 14 Flugzeuge verschiedener libanesischer Fluggesellschaften sowie Treibstofflager als Vergeltung für einen palästinensischen Angriff auf ein israelisches Flugzeug am 26. Dezember 1968 in Athen. Darunter waren auch

- die Douglas DC-4 (OD-ADI) sowie
- die Douglas DC-6A/B OD-AEY der Trans Mediterranean Airways (TMA).

- Am 23. Juli 1979 verunglückte eine Boeing 707 der Trans Mediterranean Airways (OD-AFX) bei einem Trainingsflug ohne Passagiere. Beim dritten Touch-and-Go des Fluges kam das Flugzeug in eine unkontrollierbare Fluglage und stürzte auf dem Flugplatz ab. Alle sechs Besatzungsmitglieder kamen ums Leben.[22]